# Pongal

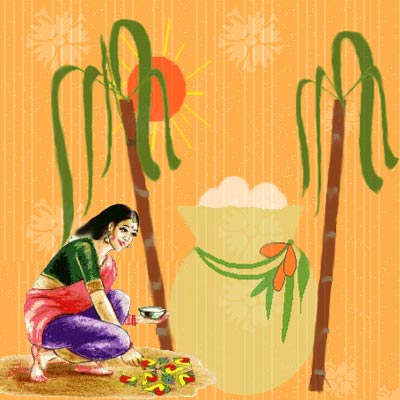

O Pongal ou dia de Makara Shankranti é um festival típico do sul da Índia, durante o qual arroz e lentilhas são fervidos no leite e manteiga, oferecidos então aos deuses familiares.